# St. Pankratius (Stockum)

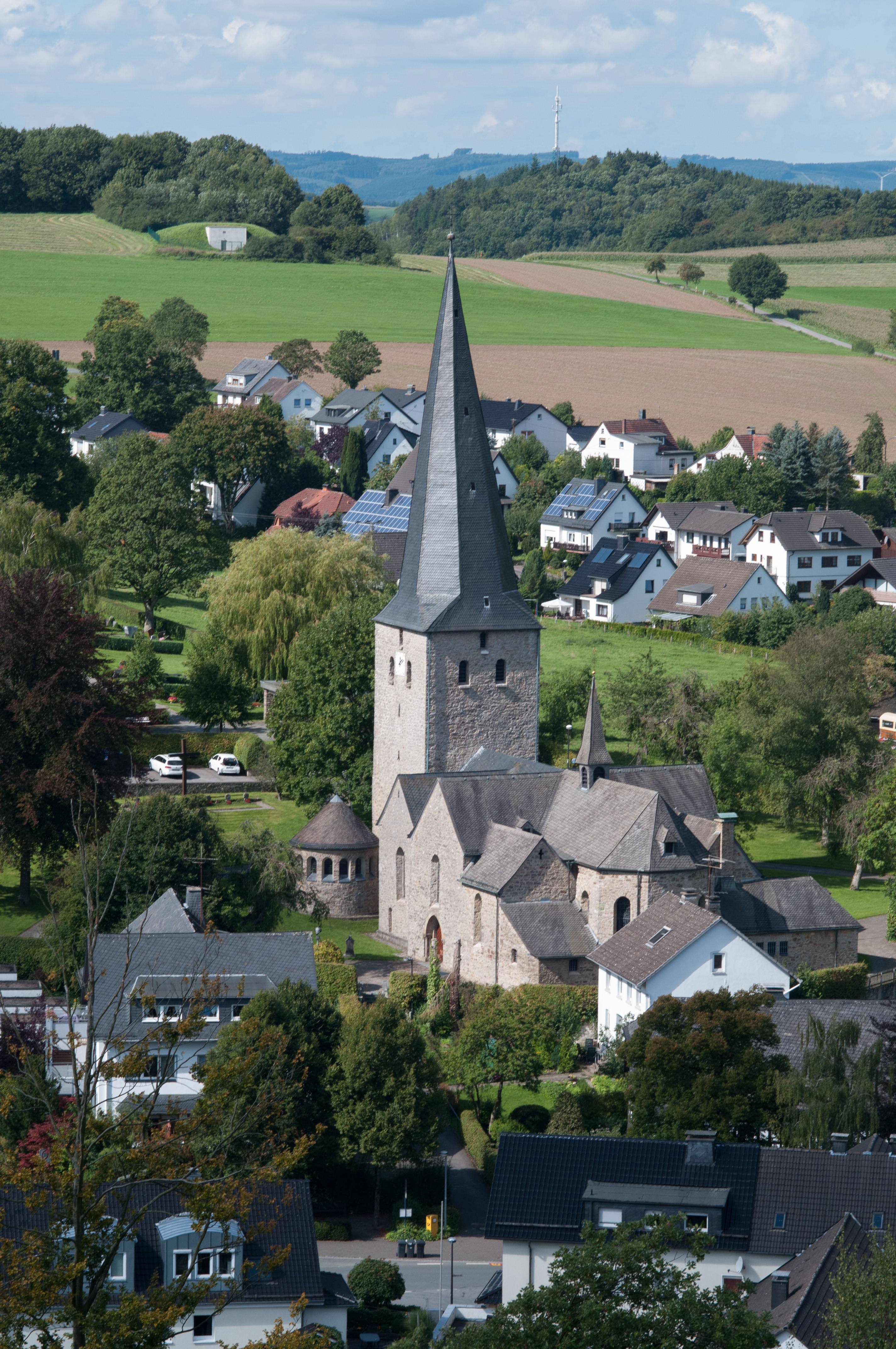
Ostansicht St. Pankratius vom Rehberg

Die katholische Pfarrkirche St. Pankratius ist ein denkmalgeschütztes Kirchengebäude in Stockum, einem Ortsteil von Sundern im Hochsauerlandkreis in Nordrhein-Westfalen. Die Pfarrgemeinde gehört zum Pastoralverbund Sorpetal-Stockum im Dekanat Hochsauerland-West (Erzbistum Paderborn).

## Geschichte und Architektur
Die Pfarrei wurde 976 und 985 erstmals urkundlich erwähnt. Von der Vorgängerkirche wurden von 1962 bis 1964 Fundamente ergraben und der Grundriss belegt. Es wurden auch die Fundamente eines wohl basilikalen Seitenschiffes ergraben. Die dreijochige Halle aus Bruchsteinmauerwerk mit einer gestauchten Apsis mit Fünfachtelschluss entstand in der Mitte des 13. Jahrhunderts durch frühgotische Umbauten und Erweiterungen aus einer romanischen Basilika im gebundenen System, mit niedrigen Querarmen und einem Rechteckchor. An der Apsissüdseite steht ein barock erneuerter Kapellenanbau, die Sakristei steht im Norden.
Der Außenbau mit Rundbogenöffnungen und Quergiebeln über den beiden westlichen Hallenjochen ist schmucklos. In den ehemaligen Querarmen befinden sich neuromanisch überformte Portale.
Im Mittelschiff und in den ehemaligen Querarmen ruhen Kreuzgratgewölbe auf breiten Kreuzpfeilern, die Querarme sind vom Mittelschiff durch niedrige Scheidbögen abgesetzt. In das Ostjoch, die Apsis, die Seitenschiffe und den Turm wurden Spitzbögen und scharfgratige, gebuste Gewölbe eingezogen.
Von 1962 bis 1964 wurden in den westlichen Mittelschiffjochen und im Nordquerarm die Reste einer romanischen Ausmalung aus der Zeit um 1200 aufgedeckt und ergänzt. Sie stammen aus der sogenannten Soester Malerschule. Gleichzeitig wurde eine Taufkapelle als abgesetzter Rundbau seitlich des Turmes angebaut. Der bedeutende romanische Taufstein wurde hier aufgestellt.
Der hohe Turm unter einem Spitzhelm steht im Westen, seine Spitze ist nach Westen hin stark geneigt. Nach einer von einem Geodäten vorgenommenen Vermessung in den 1980er Jahren liegt seine Spitze 1,227 Meter aus dem Turmmittelpunkt heraus. Südlich am Turm wurde 1963 eine Taufkapelle angefügt.

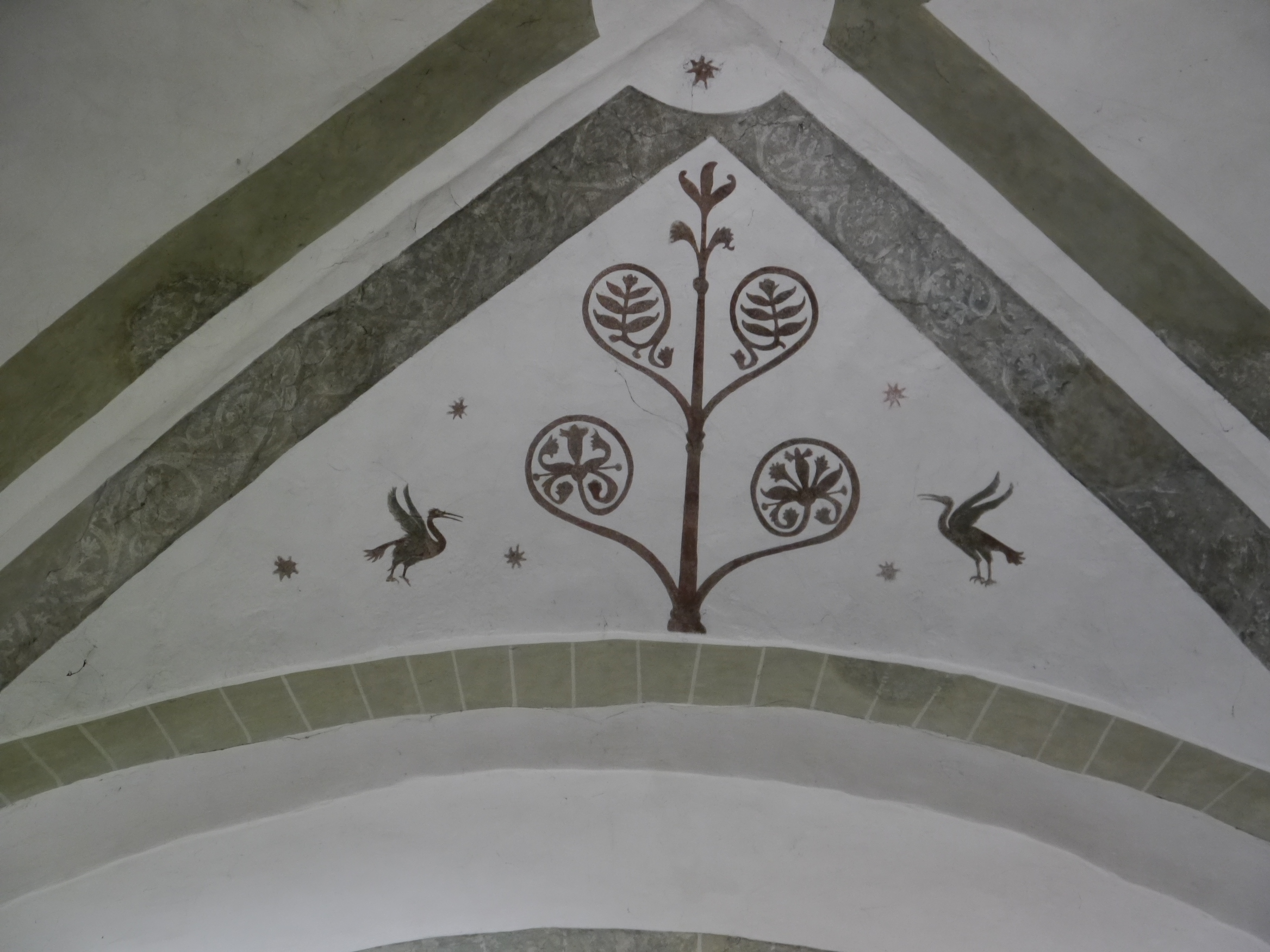
Details der romanischen Malerei, dargestellt wahrscheinlich der Waldtrapp

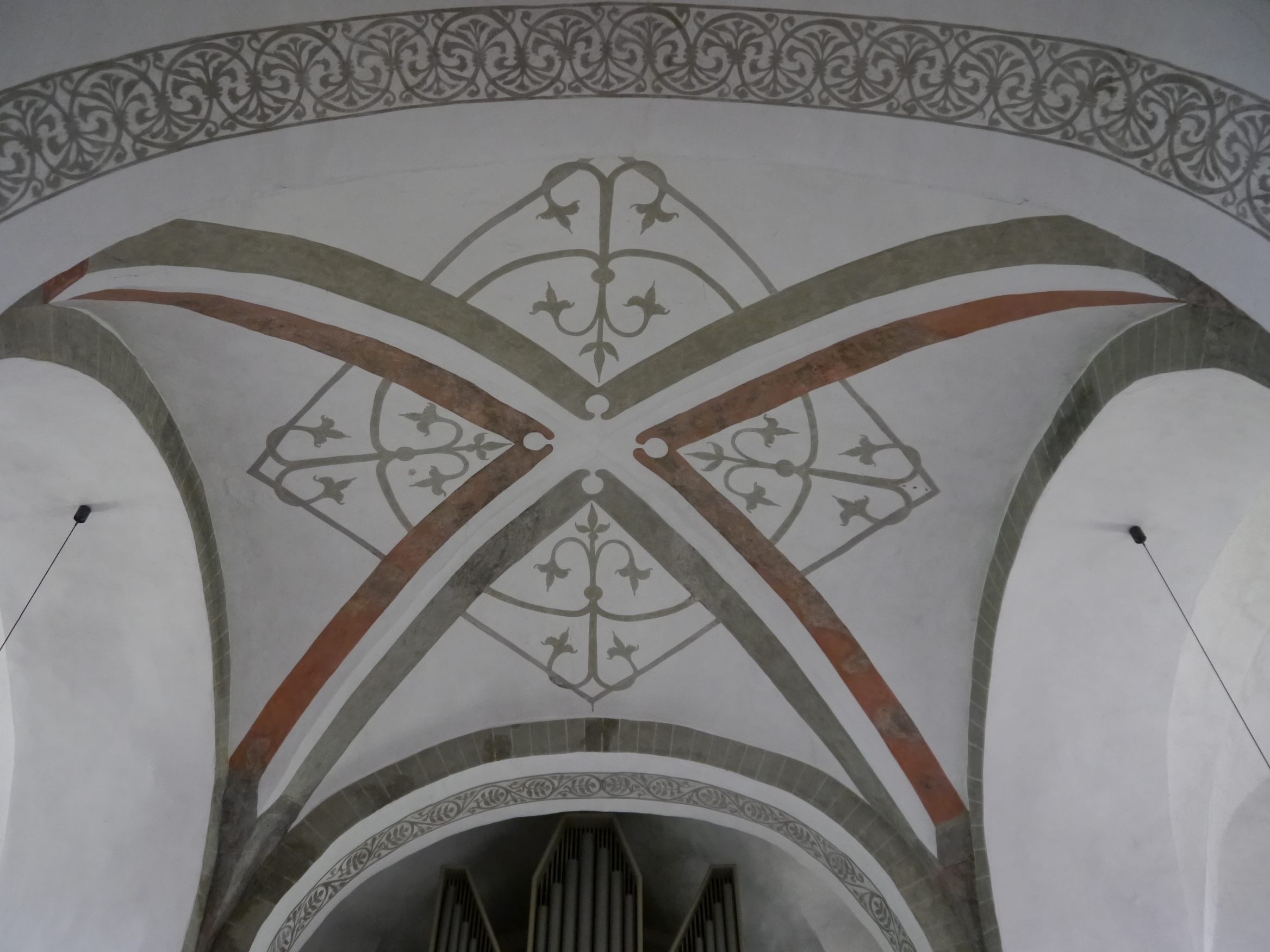
Romanische Malerei

## Ausstattung

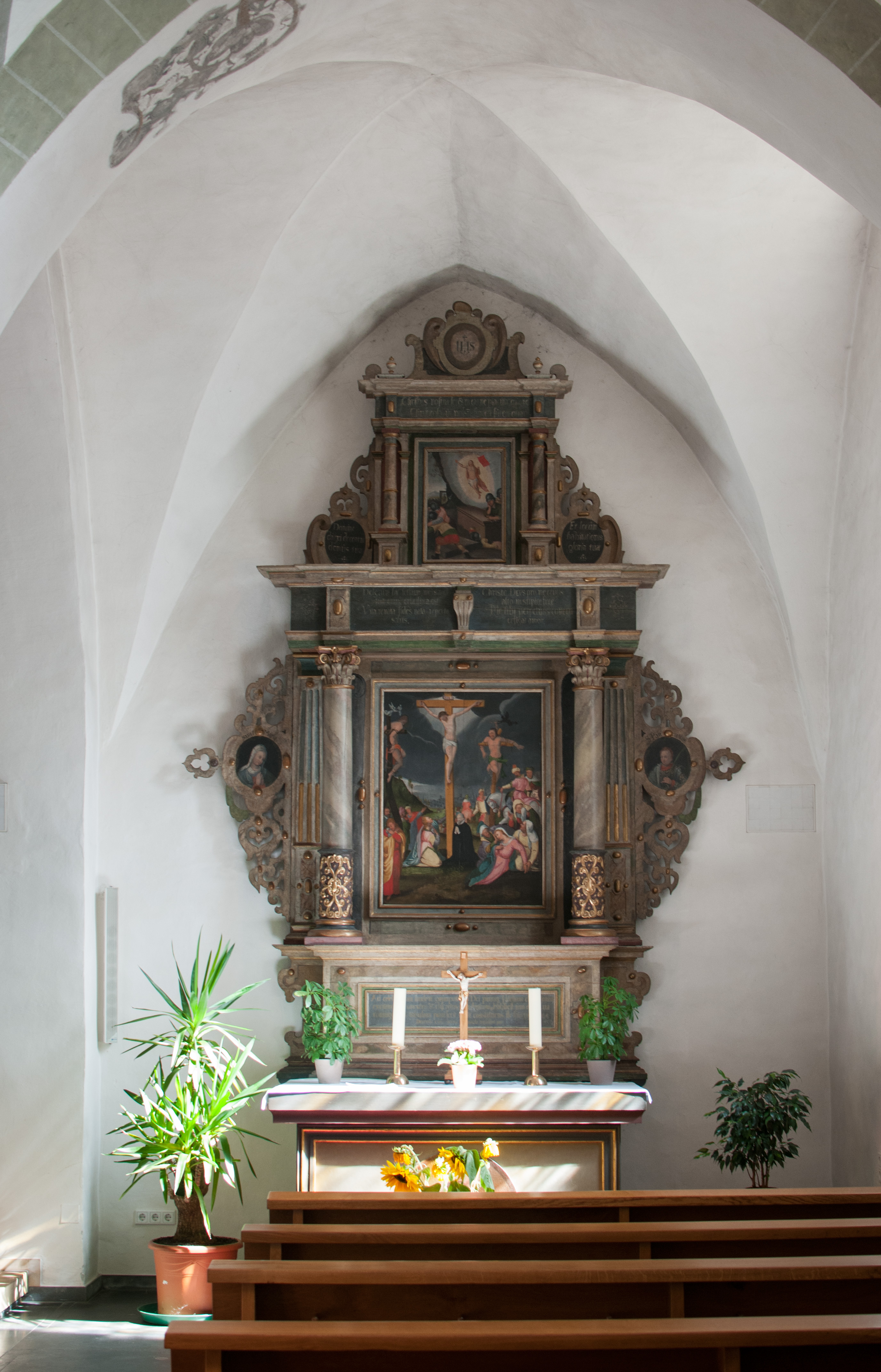
Altar im rechten Seitenschiff

### Taufstein
Der romanische Taufstein mit leicht konischer Zylinderform gilt als bedeutend. Er wurde um 1220 mit reichem Figurenschmuck und abschließendem Blattrankenfries versehen. Reste der ursprünglichen Fassung sind erhalten. Die Wandung ist durch Arkaden in acht Felder gegliedert, in denen die Verkündigung, die Geburt Jesu, die Hl. Drei Könige, die Huldigung der drei Könige, die Taufe Jesu, seine Kreuzigung dargestellt sind. Weiterhin werden die Majestas Domini und der Hl. Pankratius gezeigt.

### Romanisches Kreuz
Der romanische Kruzifixus wurde in der zweiten Hälfte des 12. Jahrhunderts aus Lindenholz geschnitzt. Der Gekreuzigte misst 86 cm, die ausgebreiteten Arme haben eine Spannweite von 81 cm. Der Kruzifixus wurde im 14. Jahrhundert überschnitten. Vermutlich war die Holzfläche schadhaft geworden oder aber man wollte dem gewandelten Stilempfinden entsprechend, dem Korpus einen zeitgemäßen Ausdruck geben. Der Kruzifixus wurde 1963 grundlegend restauriert, die alte Substanz war durch Anobien fast völlig zerfressen. Das neue Kreuz wurde in der Werkstatt des Landeskonservators in Münster angefertigt.

### Orgel
Belege für Ausgaben für Organisten, Bälgeträter oder Reparaturen zeigen das Vorhandensein einer Orgel schon im 16. Jahrhundert. Das Instrument wurde 1624 durch den Meister Caspar aus Arnsberg repariert. Eine neue Orgel wurde in der zweiten Hälfte des 17. Jahrhunderts gebaut. Diese Orgel wurde 1772 erweitert und 1811 nach Oberhundem verkauft. Von 1811 bis 1812 baute der Orgelbauer Gerhard Nohl eine neue Orgel, deren Gehäuse 1962 abgebaut und nach Eslohe verkauft wurde. Ein neues Instrument wurde 1967 vor der Schildwand des Turmes gestellt, Hauptwerk und Pedaltürme umgreifen den Durchgang.

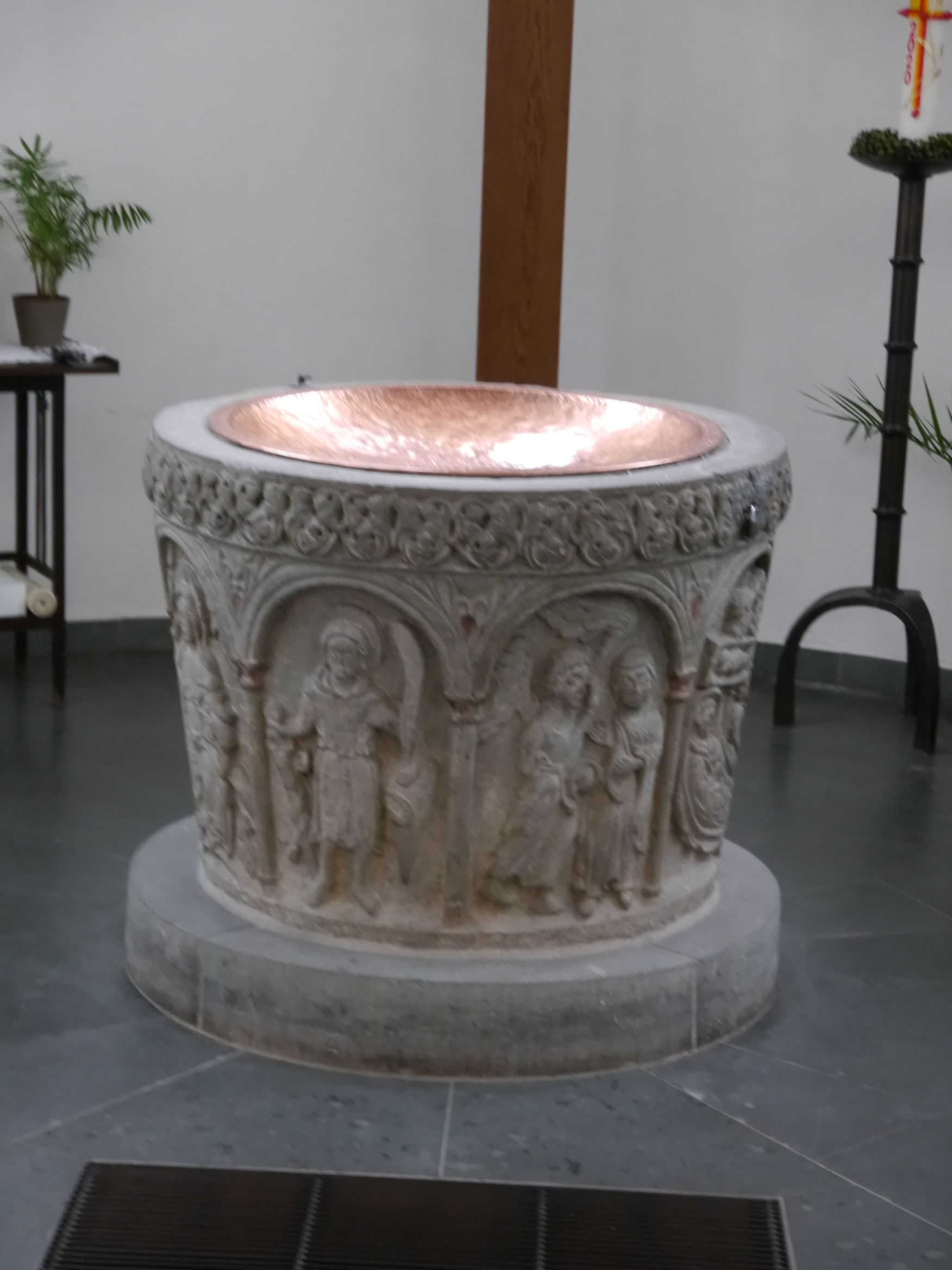
Romanischer Taufstein

### Glocken
St. Pankratius verfügt über ein auffallend großes Geläut. Von besonderer Bedeutung sind drei Glocken (Nr. 6, 8, 10) aus dem 12. Jahrhundert. Sie bilden das einzige Dreiergeläut von drei romanischen Glocken aus einem Guss in Europa.

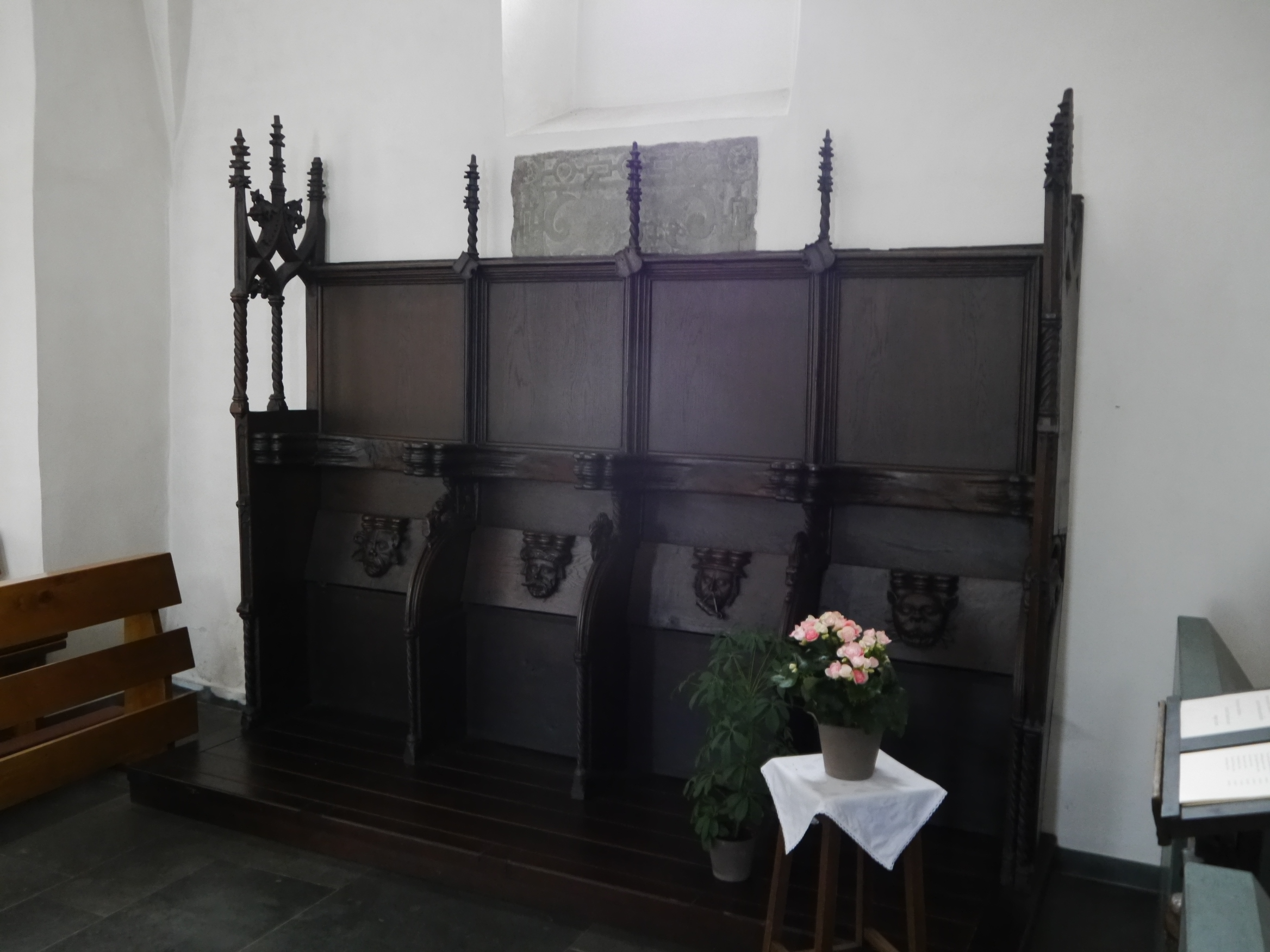
Spätgotisches Chorgestühl

| Nr. | Name                    | Gussjahr | Gießer                      | Nominal | Anmerkungen                                                |
| --- | ----------------------- | -------- | --------------------------- | ------- | ---------------------------------------------------------- |
| 1   | Große Pankratiusglocke  | 1958     | Friedrich Wilhelm Schilling | c1      |                                                            |
| 2   | Michaelsglocke          | 1958     | Friedrich Wilhelm Schilling | d1      |                                                            |
| 3   | Marienglocke            | 1467     | Johannes von Dortmund       | e1      | Glocke weist Reliefdarstellungen auf                       |
| 4   | Antoniusglocke          | 1958     | Friedrich Wilhelm Schilling | g1      |                                                            |
| 5   | Elisabethglocke         | 1958     | Friedrich Wilhelm Schilling | a1      |                                                            |
| 6   | Martinsglocke           | 12. Jhd. |                             | d/es2   |                                                            |
| 7   | Kleine Pankratiusglocke | 1581     | Rochus Nelman               | e2      | auch "Schwerenöter" genannt                                |
| 8   | Hubertusglocke          | 12. Jhd. |                             | g2      |                                                            |
| 9   | Esperantoglocke         | 1959     | Friedrich Wilhelm Schilling | c3      | Einzige deutsche Glocke mit einer Aufschrift in Esperanto. |
| 10  | Annaglocke              | 12. Jhd. |                             | d3      |                                                            |
| I   | Aloisiusglocke          | 1884     | Christian Claren (Sieglar)  | b2      | im Dachreiter                                              |

### Sonstige Ausstattung

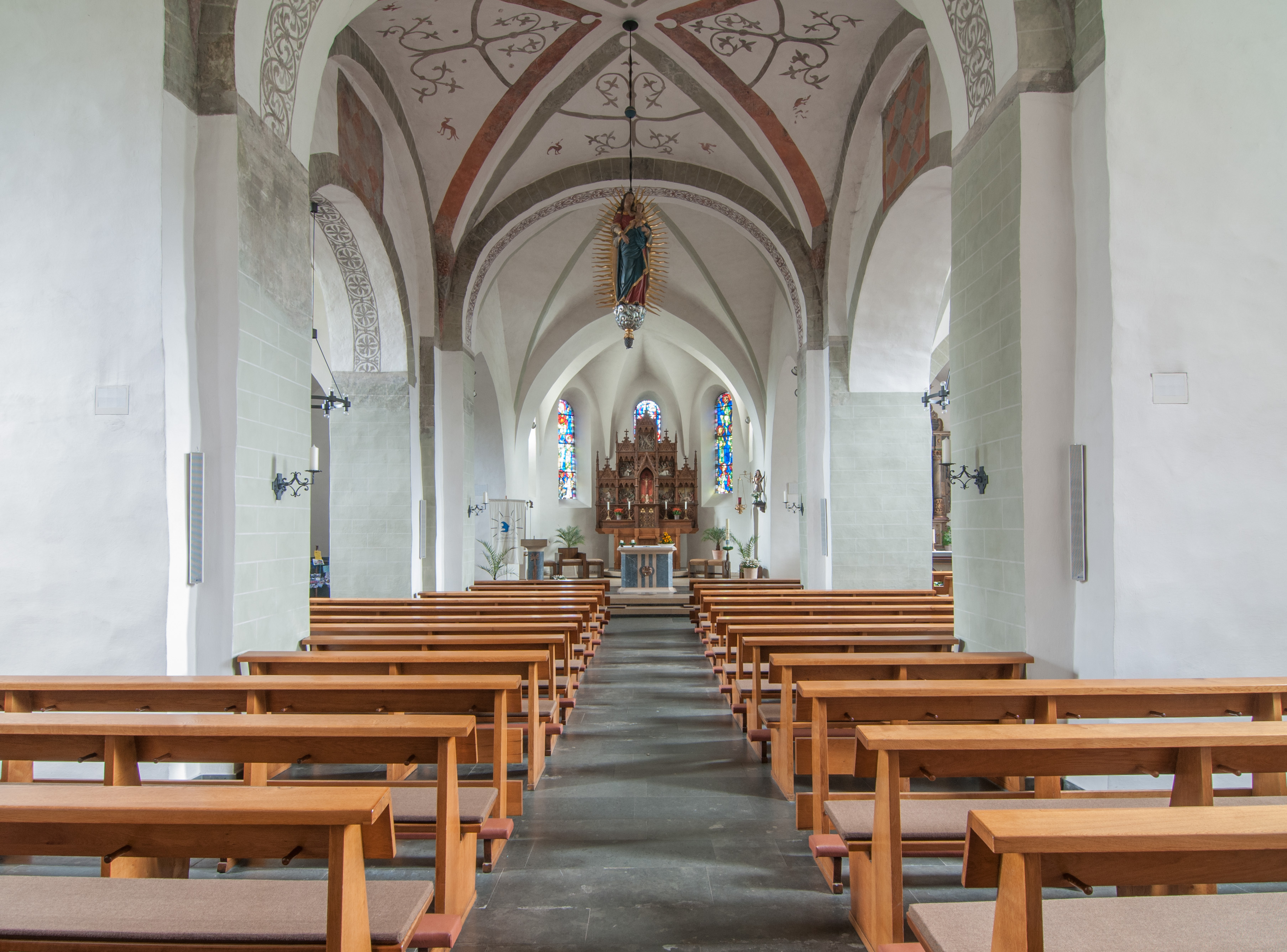
Blick durch das Schiff auf den Altarraum

- Das geschnitzte, neugotische Hauptaltarretabel wurde 1903 angefertigt. In ihm befinden sich sieben Steinreliefs, vom Ende des 16. Jahrhunderts, mit Szenen aus der Passion Christi.
- Das Säulenretabel mit Aufsatz, Beschlagwerkwangen und Gemälden mit der Darstellung der Kreuzigung und der Auferstehung ist mit 1616 bezeichnet.
- Das viersitzige spätgotische Chorgestühl, der sogenannte Rastestaul, wurde 1452 von dem Stockumer Pfarrer Johann Dressler gestiftet. Es ist mit figürlichen Schnitzereien und Relieffratzen als Miserikordien verziert.
- Die geschnitzte Pankratiusfigur ist eine Arbeit vom Anfang des 17. Jahrhunderts, die Doppelmadonna ist um 1700 entstanden.
- Die Grabplatte vom 11. oder 12. Jahrhundert zeigt Ritzungen eines Diagonal- und eines Scheibenkreuzes.
- In der Südkapelle steht ein mittelalterlicher, gemauerter Altarblock mit einer grob behauenen Mensa und einem Reliquiendepositorium.